# Mini (2001-2006)
Cet article concerne le modèle fabriqué par BMW. Pour l'ancien modèle, voir Mini (1959-2000).
Pour les articles homonymes, voir Mini.

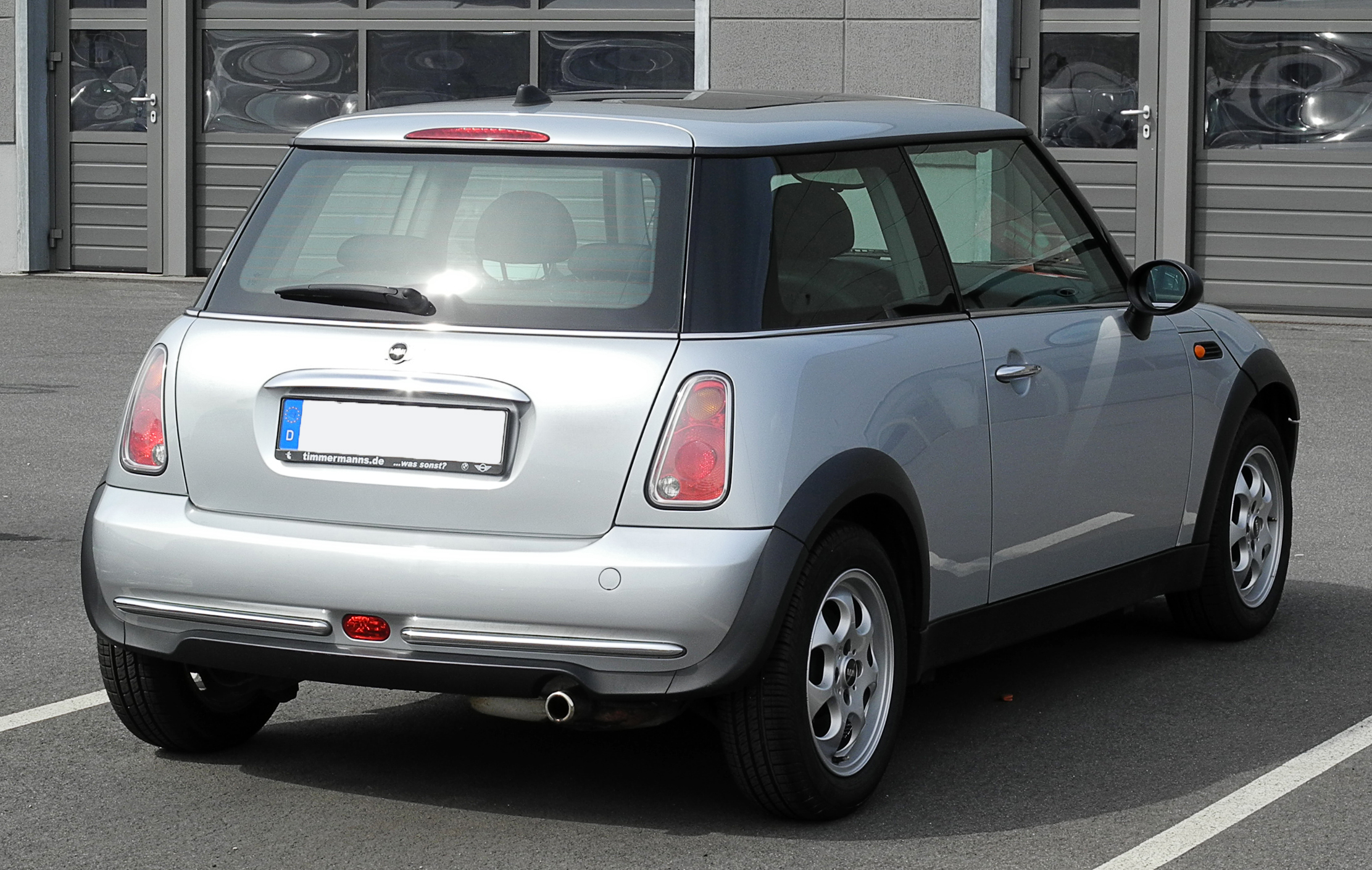
Arrière Mini One 1re génération (Düsseldorf, Allemagne).

La Mini est une automobile de type citadine premium produite par le constructeur germano-britannique Mini. Elle est la seconde génération de Mini et il s'agit du premier véhicule de la gamme Mini à voir le jour depuis le rachat de la marque par le groupe BMW.

## La genèse: des concepts ACV30 et Mini Spiritual, à la version de série
Le concept ACV30 présenté en janvier 1997 lors du Rallye Monte-Carlo célèbre les 30 ans de la première victoire d'une Mini Cooper. Cet Anniversary Concept Vehicle est l'initiateur de la Mini 2. Il se présente sous la forme d'un coupé rouge au toit blanc et bandes blanches sur le capot avec les montants noirs laqués, sans pare-chocs mais avec 4 projecteurs additionnels, le tout avec des ailes hypertrophiées. Dessiné comme une stricte 2 places par Adrian van Hooydonk et Frank Stephenson, il est basé sur la MG F et possède ainsi un moteur central et des roues arrière motrices. L'ensemble fait aujourd'hui penser au nouveau coupé Mini de 2009.
En mars 1997 au salon international de l'automobile de Genève, la future marque dévoile les concepts Spiritual et Spiritual Twoo, 2 études quasi mono-volume et minimalistes en 3 et 5 portes avec les dimensions et le poids d'origine (700 kg). Elles étaient motorisées par un 3 cylindres de 800 cm3 entre 60 et 65 ch, mais le projet ne plût pas au nouvel acquéreur munichois BMW[réf. nécessaire]. Leur présentation coïncide avec la création officielle du projet Mini.
Le dessin définitif de la carrosserie fut choisi parmi 15 maquettes grandeur nature, parmi lesquelles cinq provenaient de BMW en Allemagne, cinq autres du centre de design BMW établi en Californie, quatre de Rover, et une dernière d'un studio de design en Italie. C'est finalement le dessin de Frank Stephenson du bureau de style californien qui fut choisi et par la suite, il fallut attendre le Mondial de l'Automobile de Paris en septembre 2000 pour que soit dévoilée la Mini Cooper Concept avec ses formes définitives, dans une livrée rouge à toit blanc. Frank Stephenson voulait que la première impression lorsqu'on s'approche de la voiture, soit que l'on se dise que cela ne peut seulement être qu'une Mini[réf. nécessaire].
La nouvelle Mini est mise en vente en juillet 2001 et devient immédiatement un succès.
À noter que par rapport à la terminologie officielle, la R51 n'a jamais existé. À noter enfin qu'en septembre 2001 au Salon de l'automobile de Francfort, Mini présente une Mini Hydrogen Concept grise à toit bleu, qui n'entra jamais en production.

## La berline 3 portes (1regénérationtype R50 à partir de 2001)

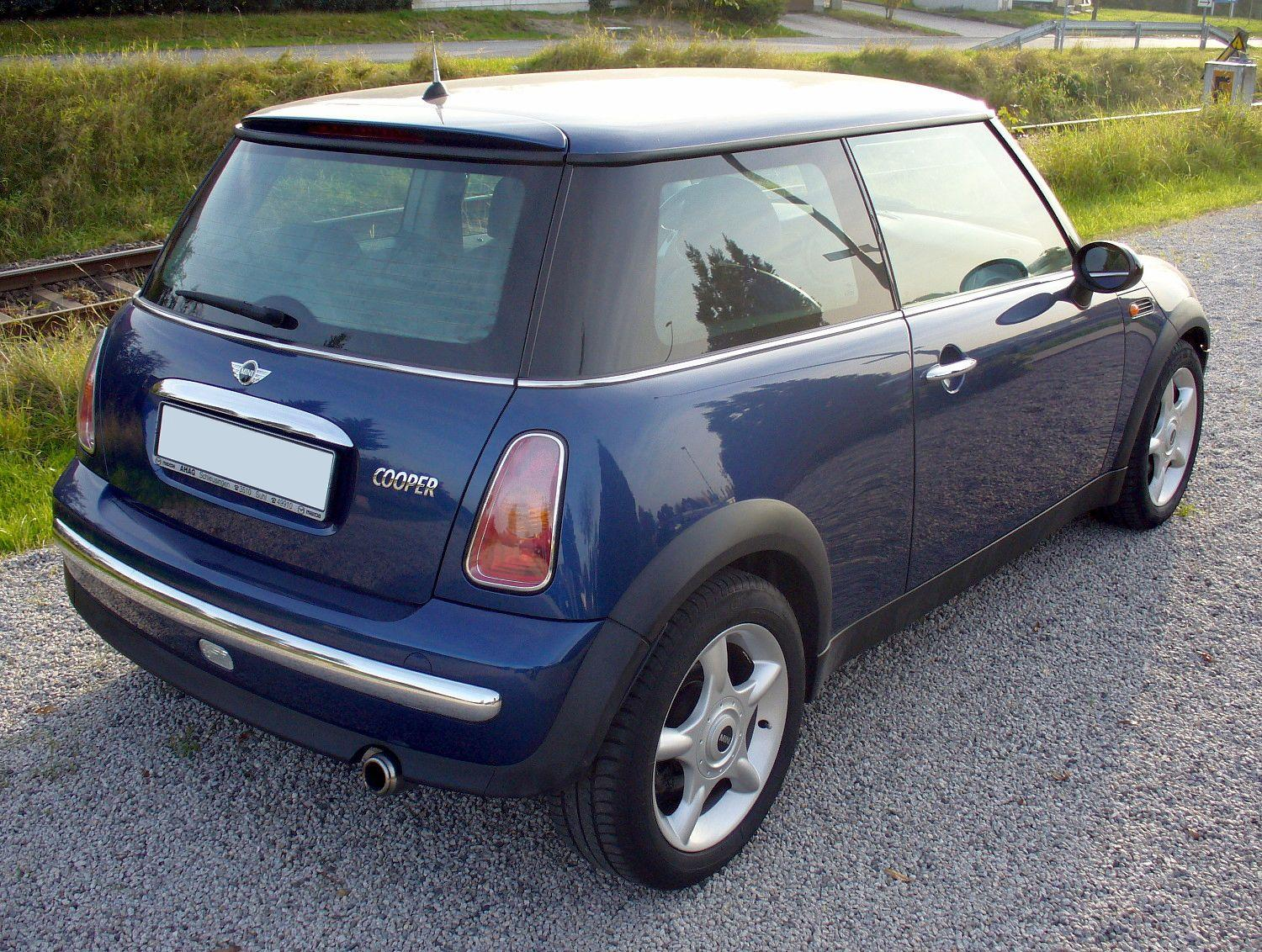
Mini Cooper R50 avec jantes étoiles 16 pouces (Vue arrière)

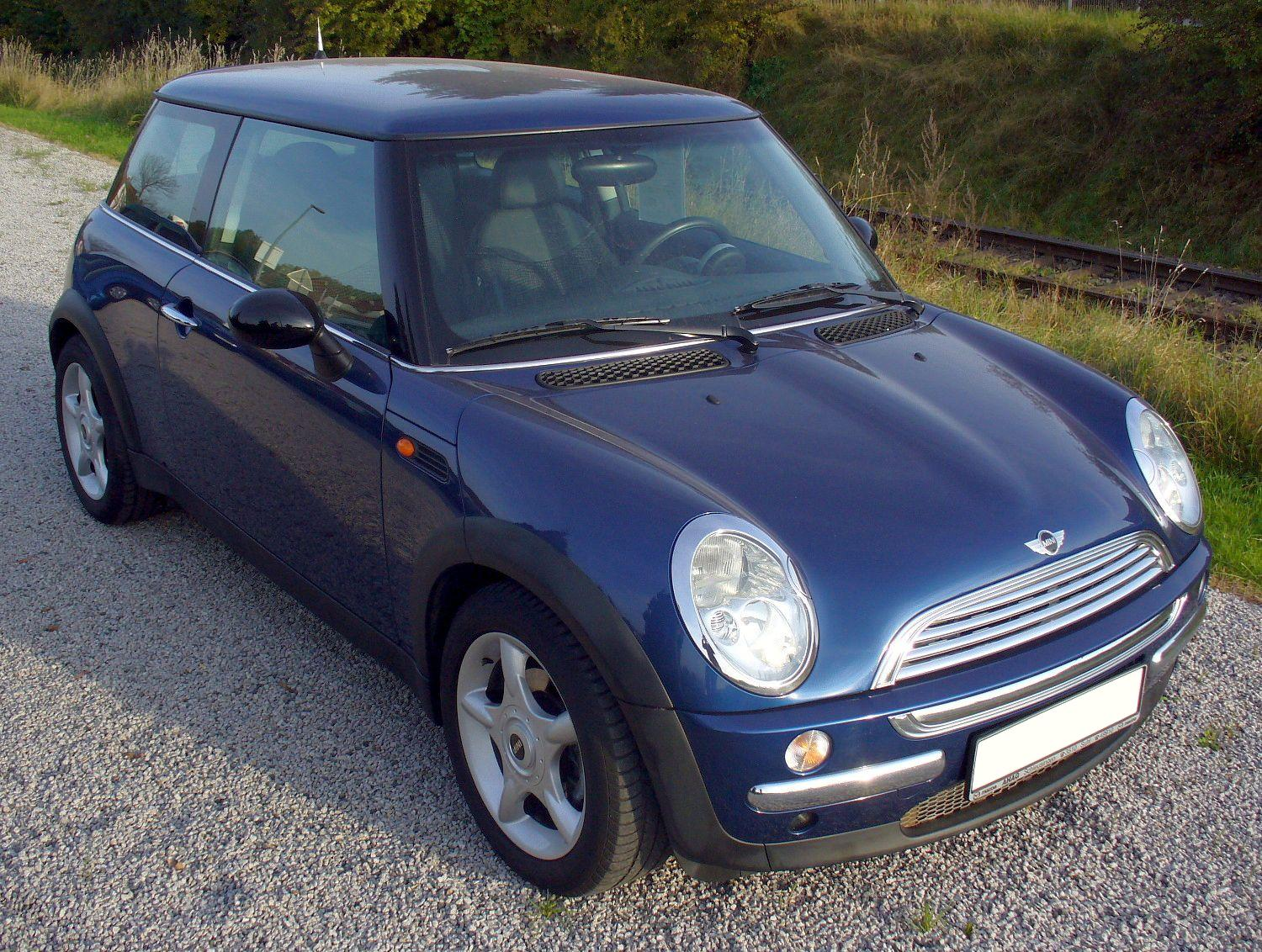
Mini Cooper R50 avec jantes étoiles 16 pouces (Vue avant)

Lancée en septembre 2001, le nouveau modèle Mini (souvent dénommé Mini 2, désignation interne R50) est conçu par le constructeur allemand BMW. Cette berline compacte 3 portes à hayon est totalement différente de l'ancien modèle. Elle est fabriquée dans l'usine d'Oxford en Grande-Bretagne. Elle est connue sous le nom de Mini Hatch (pour Hatchback, deux volumes) en Grande-Bretagne et Mini Hardtop aux États-Unis.
Le style retenu est évocateur du profil de l’originale bien que les nouvelles dimensions aient été fortement accrues : plus 60 cm en longueur, plus 27 cm en largeur.
La puissance des moteurs s’est fortement accrue, mais le poids a lui aussi suivi la même pente et dépasse nettement la tonne (soit près du double de la version originelle).
Elle est disponible en quatre versions normales plus une spéciale :
- Mini One et Mini One D (diesel) ;
- Mini Cooper et Mini Cooper S (disposant d’un compresseur) à partir de 2002 ;
- un kit moteur John Cooper Works homologué et garanti était également disponible après achat qui portait la puissance de la Mini Cooper S à 200 ch puis 210 ch à partir de 2005.

## La Mini cabriolet (1regénérationtype R52 à partir de 2004)

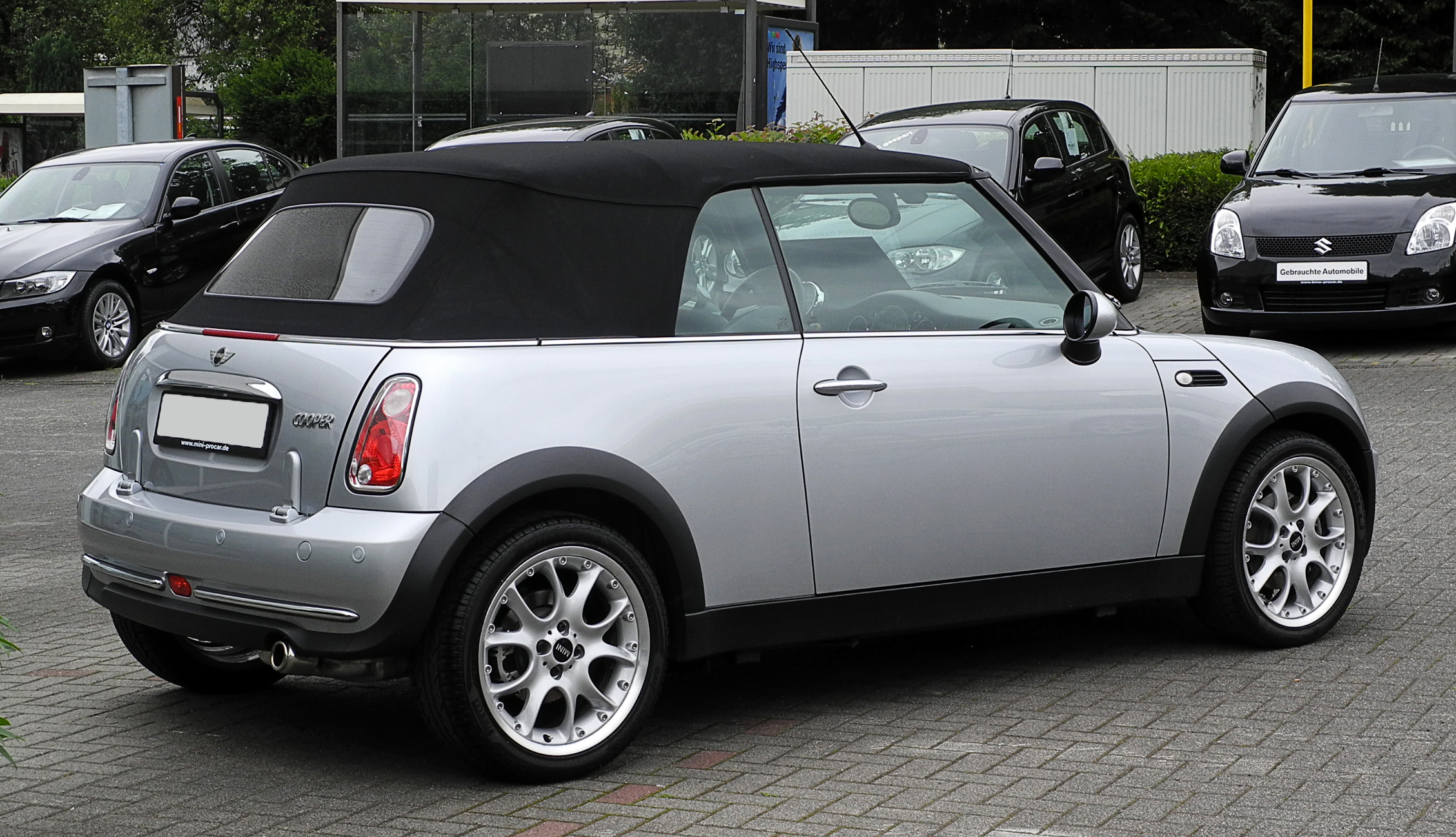
Mini Cooper Cabriolet R52 (Allemagne).

La version cabriolet est dévoilée en mars 2004 au salon international de l'auto de Genève (sous la désignation interne R52).
Sa capote entièrement automatique avec lunette arrière en verre dégivrante présente la particularité de pouvoir s'ouvrir partiellement à la façon d'un toit ouvrant. La malle arrière s'ouvre quant à elle à la façon d'un pick-up - le plateau s'ouvrant sur l'extérieur jusqu'à descendre en position horizontale - comme c'était le cas sur la Mini 1.
Le cabriolet Mini est disponible dans toutes les motorisations essence et dans toutes les finitions, hormis le diesel qui ne sera proposé que sur la Mini 3.

## Le léger restylage de 2004
La Mini est légèrement retouchée en juin 2004, et bien que la plupart de ces modifications demeurent invisibles, les plus notables sont les suivantes :
modifications intérieures
1. tableau de bord initialement en cinq parties restylé en trois parties,
2. restylage léger des commandes de la climatisation et du poste radio,
3. nouveau système audio dit radio boost avec lecture des CD MP3,
4. ajout d’un pare-soleil conducteur latéral pour le toit ouvrant,
5. boudins de portes plus ergonomiques,
6. suppression de l’horloge au plafond,
7. changement esthétique de la clef de contact intégrant l’ouverture du coffre,
8. système GPS d’origine initialement avec CD et dorénavant sur DVD,

modifications extérieures
1. boucliers avant et arrière retouchés,
2. modification des blocs optiques,
3. retouche au niveau de la calandre.

## Les motorisations: consortium avec Chrysler et les achats Toyota
Les moteurs essence de la nouvelle Mini sont issus de la firme Tritec (en), une entité issue en 1997 de l'association entre Rover et l'américain Chrysler qui créèrent une usine de moteur à Curitiba au Brésil. Trois versions de ce moteur appelé pentagone sont disponibles, toutes des simples arbres à cames en tête avec bloc en fonte et culasse en aluminium 16 soupapes et injection multipoint, répondant aux normes anti-pollution Euro 3:
- le 1,4 L (1 397 cm3) développe 75 ch et 122 N m.

Peu connu sur cette première génération de Mini, il est réservé aux Mini One vendues en Grèce et au Portugal, et est uniquement proposé avec la boîte de vitesses manuelle à 5 rapports Midlands.
- le 1,6 L (1 596 cm3) développe 90 ch et 140 N m sur la Mini One, et 116 ch pour 149 N m sur la Mini Cooper.

Boîte de vitesses manuelle cinq rapports Midlands jusqu'en 2004, puis Getrag à partir de 2005 ; ou boîte de vitesses à variation continue type CVT de marque ZF avec un mode manuel à six rapports pré-disposés par le levier. Ce moteur est aussi utilisé par Chrysler pour son PT Cruiser sur certains marchés hors États-Unis, tandis qu'une version dérivée motorise certains modèles des constructeurs chinois Chery et Lifan.
- introduit en 2002, le 1,6 SC (pour SuperCharged) utilise un compresseur Eaton de type Roots avec intercooler et un taux de compression réduit.

Réservé à la Cooper S (R53), il est présenté avec 163 ch et 210 N m pour être remplacé en 2004 par une version améliorée à 170 ch et 220 N m. Ce moteur remporte le titre de moteur international de l'année 2003 en Grande-Bretagne, et est également récompensé la même année aux États-Unis par le magazine Ward's AutoWorld comme l'un des dix meilleurs moteurs de l'année. Boîte de vitesses manuelle à six rapports Getrag ou boîte de vitesses automatique Steptronic avec palettes au volant à partir du millésime 2005. La présence du compresseur oblige les ingénieurs à déplacer la batterie à l'arrière du véhicule en supprimant la roue de secours, expliquant ainsi la présence en série de pneus run-flat sur ce modèle.
Le préparateur John Cooper Works proposera entre 2004 et 2006 un kit moteur validé et garanti par l'usine, portant la puissance à 200 puis 210 ch et 245 N m. Cette version porte le nom de Cooper S JCW. La plus puissante version sera proposée en 2006 sous la forme d'une série limitée Mini Cooper S JCW GP forte de 218 ch et 250 N m.
Le moteur diesel utilisé sur la Mini One D à partir de 2003 est un 1,4 L acheté à Toyota.
Il s'agit du 1,4 D-4D (1 364 cm3) déjà vu sur la Yaris du constructeur japonais et qui développe 75 ch pour 180 N m. À compter de septembre 2005, ce moteur évoluera pour développer 88 ch et 190 N m.
| Modèle               | Moteur                                          | Cylindrée        | Puissance                      | Couple                 | Dates de commercialisation |
| Versions Essence     | Versions Essence                                | Versions Essence | Versions Essence               | Versions Essence       | Versions Essence           |
| -------------------- | ----------------------------------------------- | ---------------- | ------------------------------ | ---------------------- | -------------------------- |
| Mini One             | 1,4 litre, 4 cylindres 16 soupapes              | 1 397 cm3        | 55 kW (75 ch) à 5 500 tr/min   | 122 N m à 3 000 tr/min | de 2001 à 2006             |
| Mini One             | 1,6 litre, 4 cylindres 16 soupapes              | 1 598 cm3        | 66 kW (90 ch) à 5 500 tr/min   | 140 N m à 3 000 tr/min | de 2001 à 2006             |
| Mini Cooper          | 1,6 litre, 4 cylindres 16 soupapes              | 1 598 cm3        | 86 kW (116 ch) à 6 000 tr/min  | 149 N m à 4 500 tr/min | de 2001 à 2006             |
| Mini Cooper S        | 1,6 litre, compresseur, 4 cylindres 16 soupapes | 1 598 cm3        | 120 kW (163 ch) à 6 000 tr/min | 210 N m à 4 000 tr/min | de 2002 à 2004             |
| Mini Cooper S        | 1,6 litre, compresseur, 4 cylindres 16 soupapes | 1 598 cm3        | 125 kW (170 ch) à 6 000 tr/min | 220 N m à 4 000 tr/min | de 2004 à 2006             |
| Mini Cooper S JCW    | 1,6 litre, compresseur, 4 cylindres 16 soupapes | 1 598 cm3        | 154 kW (210 ch) à 6 950 tr/min | 245 N m à 4 500 tr/min | de 2005 à 2006             |
| Mini Cooper S JCW GP | 1,6 litre, compresseur, 4 cylindres 16 soupapes | 1 598 cm3        | 160 kW (218 ch) à 7 100 tr/min | 250 N m à 4 600 tr/min | 2006                       |
| Versions Diesel      |                                                 |                  |                                |                        |                            |
| Mini One D           | 1,4 litre, 4 cylindres, turbodiesel Common-Rail | 1 364 cm3        | 55 kW (75 ch) à 4 000 tr/min   | 180 N m à 2 000 tr/min | de 2003 à 2005             |
| Mini One D           | 1,4 litre, 4 cylindres, turbodiesel Common-Rail | 1 364 cm3        | 65 kW (88 ch) à 3 800 tr/min   | 190 N m à 1 800 tr/min | de 2005 à 2006             |

## Les versions
Les marques Austin, Morris, puis Rover l'avaient déjà pratiqué avec succès sur la Mini I, la mode des séries spéciales plus ou moins limitées (dans la durée ou en nombre d'exemplaires) et destinées à continuer à susciter l’intérêt, bat son plein avec la Mini II. En voici une liste non exhaustive:

### Des Mini uniques: pour la mode et l'humanitaire
Les Mini II du Lifeball
Le Life Ball est une manifestation caritative européenne pour la lutte contre le SIDA, organisée chaque année à Vienne en Autriche depuis 1992 et dont Mini est un des sponsors depuis 2002.
- Cooper Missoni (2003, exemplaire unique)

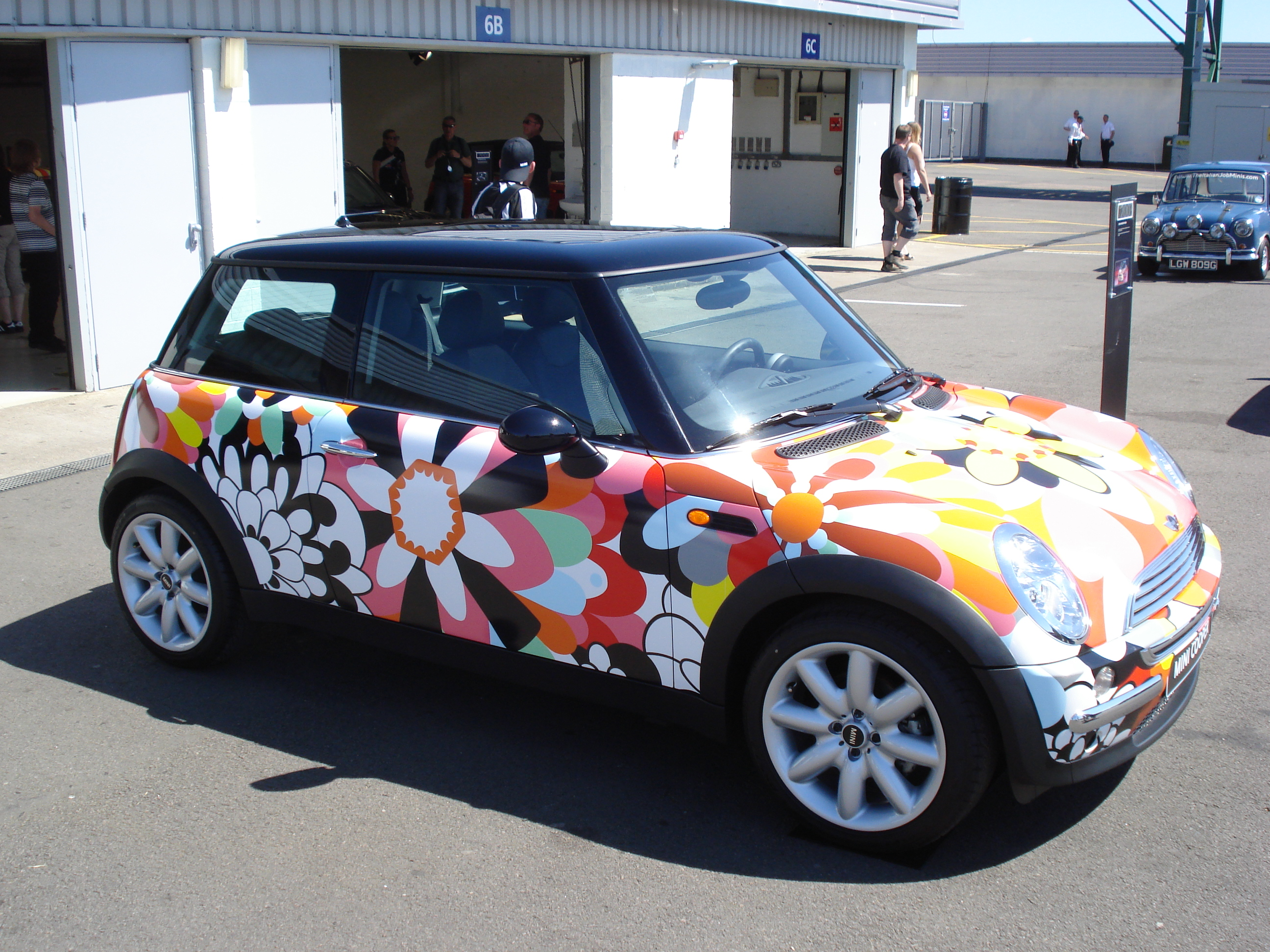
Mini Cooper Missoni 2003

Réalisée et vendue aux enchères à l'occasion du Life Ball 2003.
Ce modèle est transformé par Angela Missoni sur la base d'une peinture Pepper White qui conserve son toit noir, la styliste ayant rajouté de grosses fleurs dont les pétales sont à dominante rouge, orange, jaune et rose donnant à la Mini un aspect très coloré
- Cooper cabriolet Gianfranco Ferre (2004, exemplaire unique)

Réalisée et vendue aux enchères à l'occasion du Life Ball 2004, ce cabriolet très spécial a été revêtu par le couturier d'un film plastic rouge orangé rappelant l'apparence d'un cuir de crocodile.
L'intérieur est traité dans le même esprit avec une sellerie rouge en cuir de veau de haute qualité imitant la peau de l'animal et des applications décoratives orangées qui tranchent avec l'habitacle entièrement noir. Un petit bémol avec la sellerie dont le détail de photos disponibles incite à penser à une housse hâtivement posée sur la sellerie d'origine.
- Cooper cabriolet Donatella Versace (2005, exemplaire unique)

Réalisé et vendu aux enchères à l'occasion du Life Ball 2005, ce modèle très particulier basé sur une Cooper Black Magic avec pack extérieur et coques de rétroviseurs chromés, phares additionnels dans la calandre, est décoré d'un motif floral couleur or qui donne l'impression de flotter tout le long de la carrosserie. À l'intérieur, l'acquéreur de l'enchère trouve une sellerie cuir dont les appuis-tête sont brodés d'une méduse dorée (le logo Versace). La créatrice a poussé le détail jusqu'à remplacer le pommeau de levier de vitesse par un logo de la marque entouré de véritables cristaux Swarovski. Le montant final de l'enchère reste inconnu.
- Cooper cabriolet by Diesel (2006, exemplaire unique)

Réalisée par le styliste italien Renzo Rosso et vendue aux enchères à l'occasion du Life Ball 2006, cette Cooper cabriolet est complètement revisitée: tous les chromes ainsi que les jantes sont de couleur bronze orangé, la peinture d'origine est White Pepper mais salie et avec de fausses surpiqûres, la capote bleu jean délavée avec deux bandes blanches (longitudinales) et la sellerie cuir blanche comprend des appuie-têtes siglés avec le logo de l'indien caractéristique de la marque. Un défilé de mode, avec de nombreuses stars, accompagne la présentation du véhicule en juin 2006[réf. nécessaire]. Le montant de son enchère finale reste inconnu.
Les Mini II by Bissaza
- Cooper Summer Flowers Bissaza (2005, exemplaire unique)

Commissionné dans le cadre d'un partenariat avec Mini États-Unis et Bissaza, le leader mondial dans la production de mosaïque de verre pour la décoration d'intérieur et d'extérieur, ce premier d'une série de quatre modèles uniques est décoré par une mosaïque composée de 37 004 pièces de verre de 12 millimètres chacune, représentant une surface de sept mètres carrés. La difficulté pour les créateurs Carlo dal Bianco et Marco Braga ayant été de rendre les matériaux et les couleurs homogènes par rapport à la forme logiquement en 3D du véhicule.
Chaque véhicule dispose d'un thème différent, dont ce premier, fleurs d'été. Ce modèle est exposé en première mondiale lors de la biennale de Berlin en mai 2005
- Cooper S Tartan Bissaza (2005, exemplaire unique)

Décorée par une mosaïque composée de 37 004 pièces de verre de 12 millimètres chacune. Dévoilée en première mondiale lors de la Foire Internationale du Meuble Contemporain à New York en mai 2005, puis jusqu'en juin de la même année dans l'enceinte du magasin de décoration intérieure Coran's à New York. La base est Black Magic avec des lignes rouges, vertes et bleues sur un fond de damier noir
- Cooper S cabriolet Zebra Bissaza (2005, exemplaire unique)

Décorée par une mosaïque composée de 31 700 pièces de verre de 12 millimètres chacune. Exposée en première mondiale lors de la Biennale de Berlin en mai 2005 en même temps que sa sœur la Tartan, sur un base Black Magic avec des motifs beiges et marron rappelant le célèbre animal
- Cooper S cabriolet Dama Bissaza (2005, exemplaire unique)

Dernière de quatre interprétations de Bissaza et toujours décorée par une mosaïque composée de 31 700 pièces de verre de 12 millimètres chacune, elle est présentée en même temps que sa sœur la Tartan à New York en mai 2005. Elle est composée de damiers noirs et blancs sur une base Black Magic

### Mini: les séries spéciales
One, One D & Cooper Seven (2005)

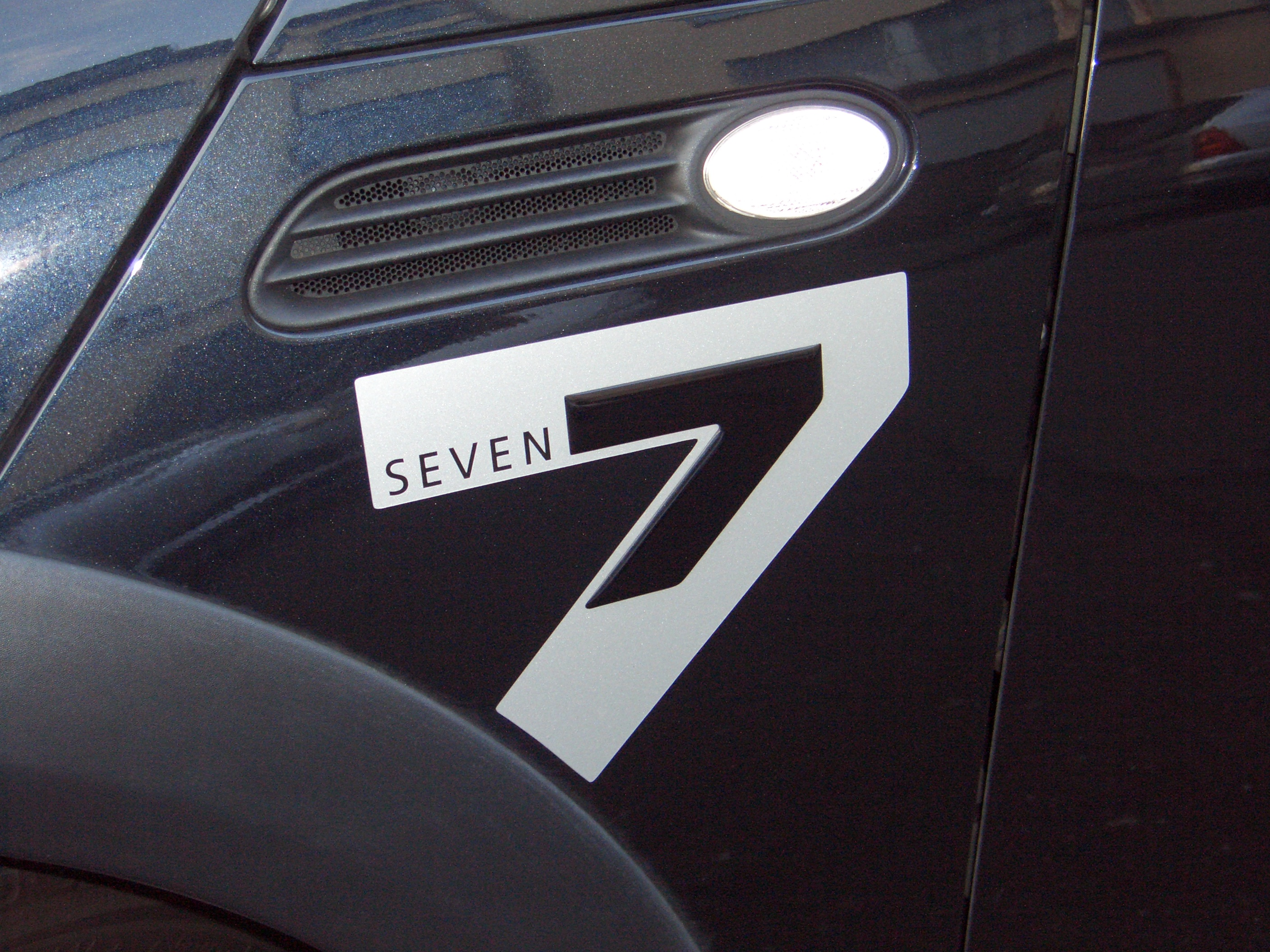
Détail du logo sur l'aile avant d'une Mini One SEVEN 2005

Disponible en six couleurs dont notamment la couleur exclusive Solar Red, cette série spéciale en référence à l'Austin Seven, et surtout en hommage à la série spéciale sur base de la Mini I, est assez simple mais comporte une inscription 7 sur l'aile avant gauche et une autre sur l'aile arrière droite avec (théoriquement) des jantes 15 pouces Delta Spoke et quelques équipements complémentaires dont un becquet de toit (sauf sur la D), des phares antibrouillard et un volant (deux branches) en cuir, un ESP, la climatisation manuelle et un ordinateur de bord.
Hors choix différent de son propriétaire, la Seven dispose d'une sellerie en tissu anthracite avec des motifs circulaires au centre ainsi que d'applications décoratives noires laquées avec les mêmes motifs, et de jantes 15 pouces Delta Spoke. Toutes les options normales du catalogue sont disponibles, ainsi peu de Seven sont identiques.
Il ne s'agit donc pas d'une série limitée mais d'une version spéciale destinée à conserver les ventes à niveau, avec un prix de vente (en France) assez intéressant compris entre 17 900 et 20 000 €
One & One D, Cooper & Cooper S Park Lane (2005 à 2006)

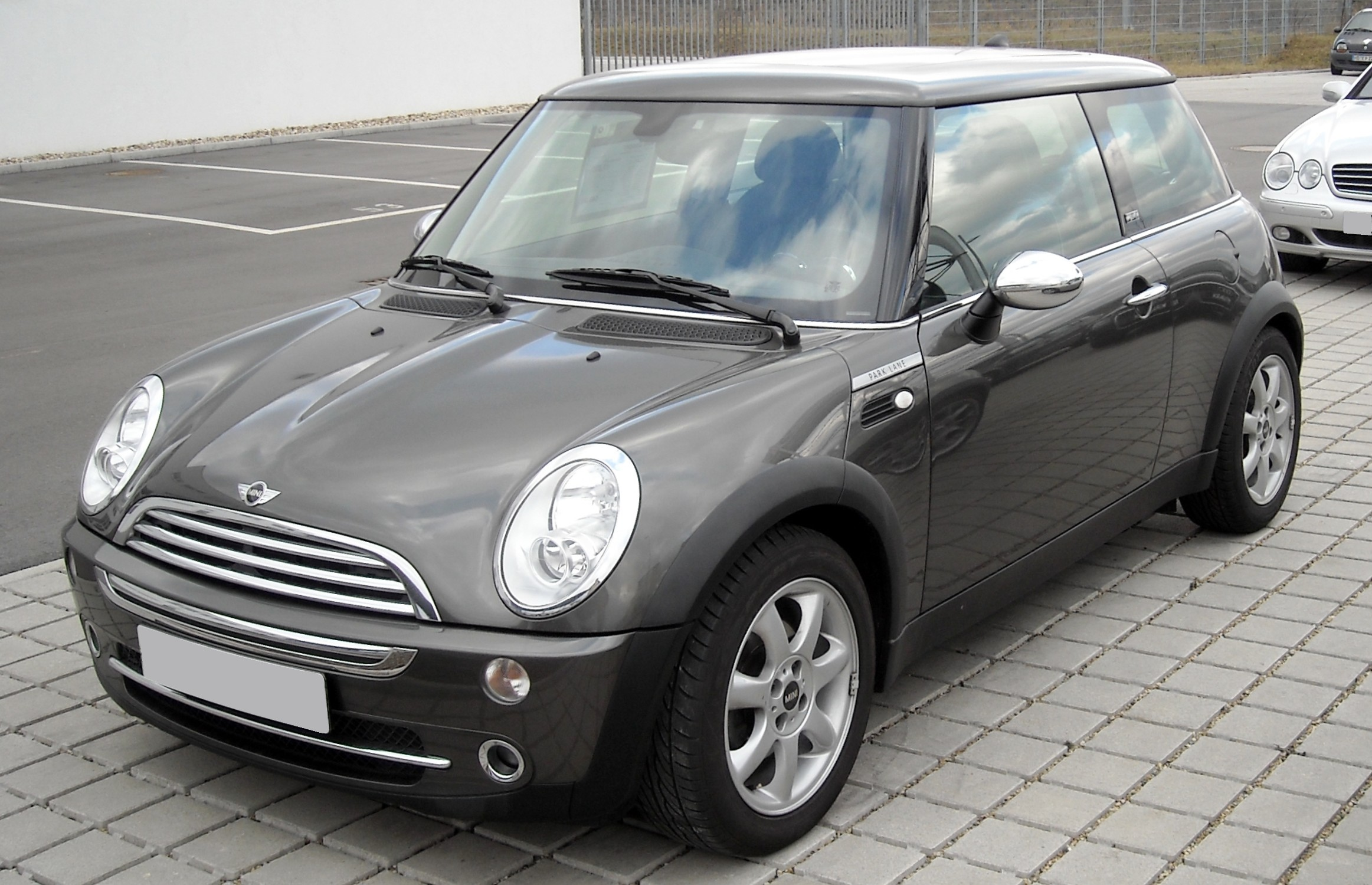
Mini One Park Lane Royal Grey, avec son toit couleur carrosserie (Allemagne)

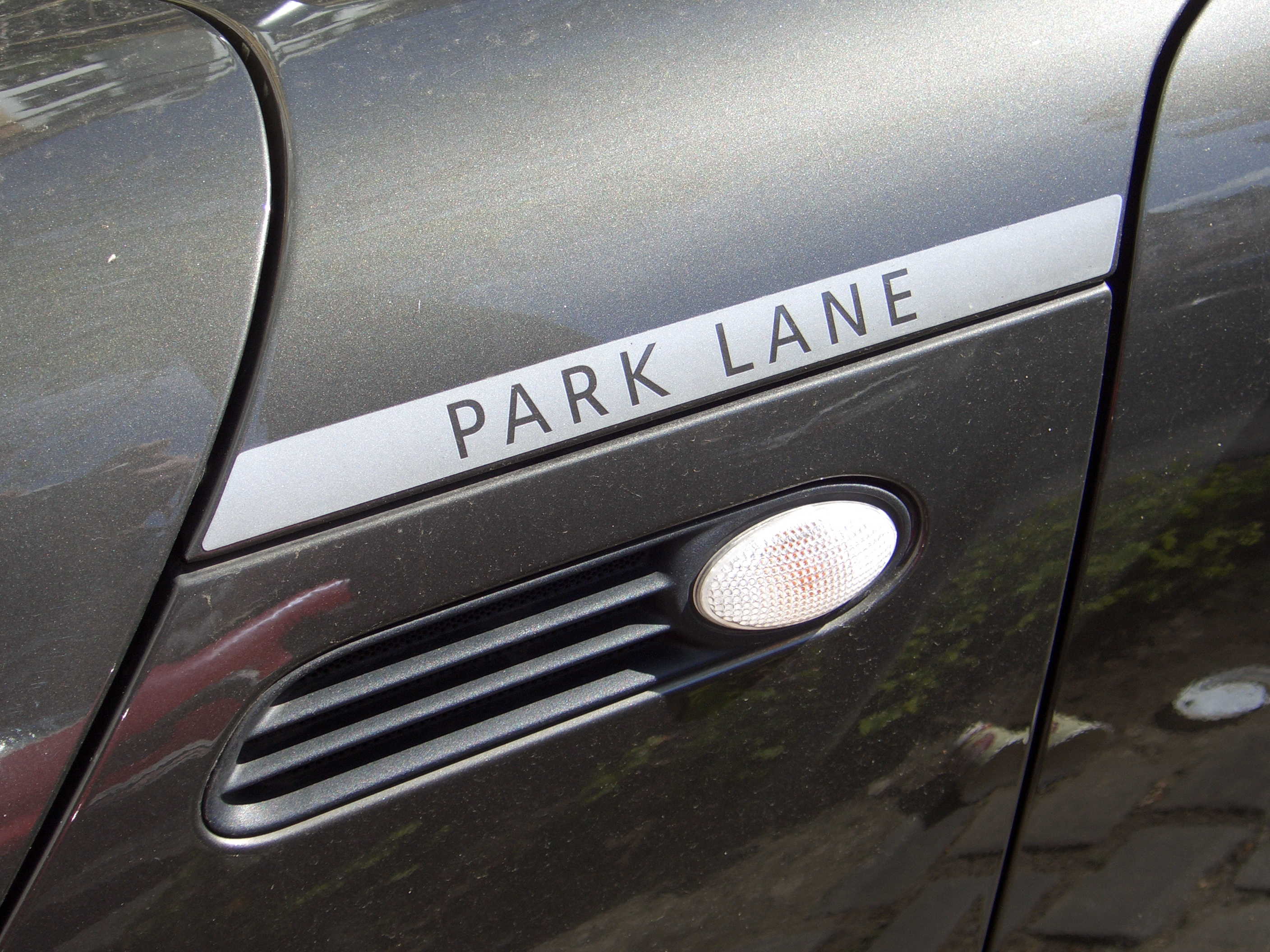
Détail du logo sur l'aile avant d'une Mini Cooper Park Lane 2005 Royal Grey

Disponible dans toutes les teintes du catalogue plus la couleur exclusive Royal Grey, cette série spéciale se veut plus exclusive avec son pack chrome extérieur (incluant les coques de rétroviseurs, la calandre et les entourages d'antibrouillards) et son becquet de toit (hors D), ses jantes 16 pouces Bridge Spoke (en principe, d'autres jantes pouvaient être choisies par leur propriétaire), son intérieur cuir et ses nombreux équipements supplémentaires.
Assez discrète avec ses simples logos à la base du pied milieu et au-dessus des clignotants d'aile, la Park Lane, elle est certainement plus originale lorsque le client choisit la décoration grise en fer à cheval sur le capot.
Cette version spéciale se voit offrir comme sa petite sœur la Seven toutes les options du catalogue normal, ce qui fait que peu de Park Lane sont identiques et que leur prix de vente théorique compris entre 19 500 et 24 500 € (en France) est anecdotique
Cooper & Cooper S Checkmate (2005 à 2006)

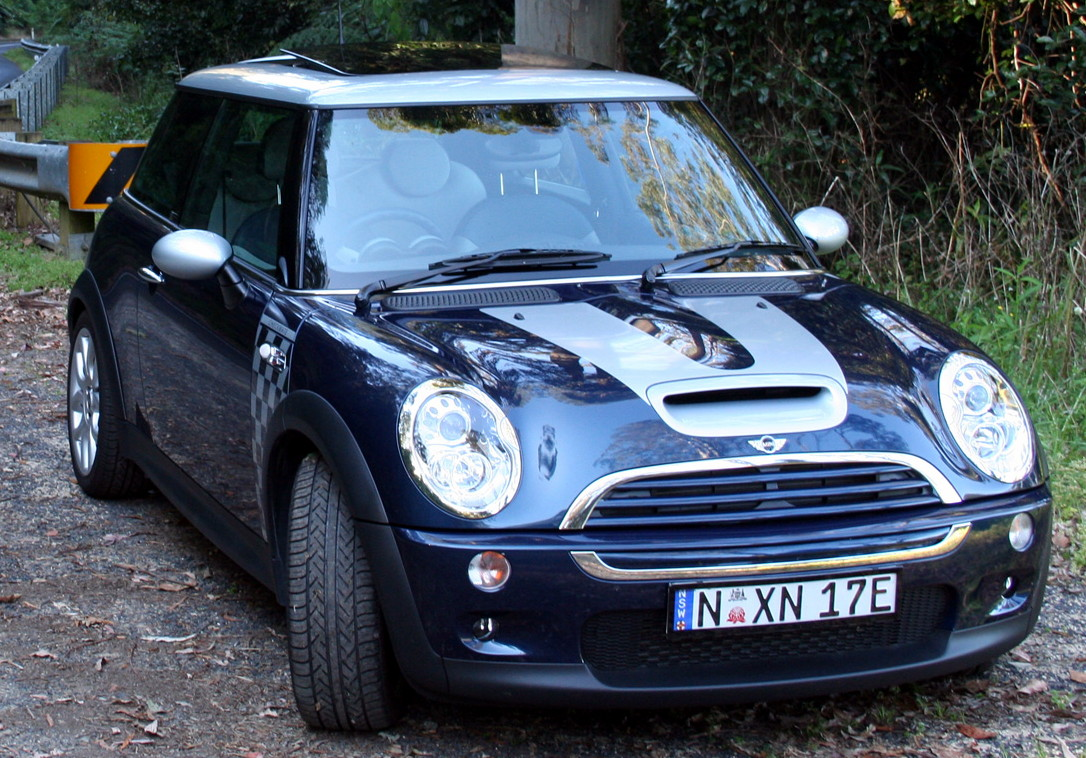
Mini Cooper S Checkmate 2006 Space Blue (Australie)

Vendue un peu partout dans le monde, cette série spéciale est là encore disponible dans toutes les teintes mais aussi dans la couleur exclusive Space Blue.
Cette série spéciale dispose en principe d'un toit et de coques de rétroviseurs de couleur Pure Silver, toit systématiquement doté du gros becquet arrière des Cooper S.
Elle repose sur des jantes 17 pouces Flame Spoke avec pneus à roulage à plat (et donc pas de roue de secours, en principe), se reconnait à son drapeau à damiers à l'arrière des ailes avant, ainsi qu'à sa sellerie cuir et tissu bicolore bleue et noire et ses applications décoratives bleues rappelant la sellerie.
Ceci bien que là encore, toutes les options du catalogue soient disponibles afin de permettre de personnaliser encore plus la voiture, en dehors des phares au xénon qui sont livrés en série. À noter que de nombreuses Check Mate ont été dotées de la bande en fer à cheval sur le capot.
Ainsi forcément, il est ainsi assez peu courant de croiser une Check Mate identique à l'autre.

### Des Mini rares: les séries limitées
Mini officielles ou non, il s'agit là de modèles rares qui présentent un intérêt potentiel en collection. Il peut aussi s'agir de versions non officielles. Soit, des versions non commanditées par Mini et donc sans son aval ni sa garantie (théoriquement puisque d'un côté ces transformations peuvent être réalisées en dehors de la période de garantie, et de l'autre il s'agit de réalisations suffisamment originales pour bénéficier de la bénédiction officieuse de la marque, ou de son réseau) ou de modèles plus ou moins modifiés tant au niveau carrosserie, aménagement intérieur ou moteur (Tuning).
Cooper & Cooper S Wagon, Woody et SUWagon par Castagna (de 2004 à 2007, environ 30 exemplaires)
Avant même que Mini ne sorte sa Clubman, ce carrossier milanais propose une transformation huppée de la berline en break de chasse par un allongement de l'arrière qui porte la longueur du véhicule à 3,89 mètres et double le volume du coffre (300 dm3). Ces véhicules extrêmement luxueux sont très rares sur nos routes mais assez faciles à reconnaître dans la mesure où ils conservent la ligne de la berline et notamment l'arrondi caractéristique de ses vitres arrière, et n'ont ainsi pas ce décroché plus vertical avec montant visible tel qu'il se présente sur la Clubman. Trois versions sont au catalogue : outre la Wagon classique, la Woody se présente avec des panneaux en bois précieux sur les ailes arrière, tandis que la SUWagon constitue une proposition typée SUV avec pare-buffle et parfois des suspensions légèrement surélevées
Cooper S Challenge Special Edition (2005, 100 exemplaires pour l'Allemagne)
Série limitée allemande destinée à accompagner la création du Mini Challenge, ces versions très sportives bénéficient de l'ensemble du programme de personnalisation John Cooper Works : kit moteur 210 ch, suspensions et freinage renforcés, kit carrosserie avec jupes latérales spécifiques, becquet de toit surélevé très impressionnant.
Disponible en trois couleurs : Chili Red, Dark Silver, et Astro Black et reconnaissable à son drapeau à damier courant tout le long des bas de caisse (avec le logo Mini Challenge au bas des ailes arrière), à ses vitres sur-teintées et phares au xénon, cette série spéciale dispose de coques de rétroviseurs noirs laqués et de jante 17 pouces spécifiques.
Elle était vendue près de 14 000 € plus cher qu'un modèle de série, soit environ 36 000 €
Cooper S Sassicaia par UKGarage (2005, 12 exemplaires pour l'Italie)
Série très chic et très spéciale réalisée par le spécialiste italien de la voiture anglaise, UKGarage (basé à Milan), à la demande de Giuseppe Meregalli, le distributeur de ce célèbre vin de Toscane qui voulait ainsi marquer l'excellent millésime 1985.
Le modèle est peint en Blu Oro avec bande sur capot, coques de rétroviseurs et toit de couleur Magnolia, lui-même décoré d'une étiquette du millésime en question, jantes 18 pouces spécifiques et phares au xénon. Intérieur cuir crème avec sièges à liserés bleus et logo spécifique brodé, gaine du volant rappelant la couleur de la carrosserie. Vendue plus de 40 000 €, il s'agit d'une version toutes options en dehors du toit ouvrant.
À noter qu'elle était livrée avec une bouteille du millésime 2001, deux verres et un tablier
Cooper Tender par Castagna (à partir de 2005)
Transformations en véhicules de plage qui reprennent l'esprit de la 500 Ghia Jolly du constructeur italien Fiat. La base est un cabriolet dont l'arrière est allongé pour atteindre 4,35 mètres tandis que les portes sont découpées. La capote d'origine reste fonctionnelle, l'intérieur étant également modifié selon les désirs du client, avec des matériaux compatibles avec une utilisation plein air et bord de mer. Castagna propose trois versions différentes : Classic, Sport et Woody. La plupart sont dotées d'entourages de portes et d'un plancher arrière en bois précieux qui puisent leur inspiration dans le nautisme, ainsi que d'un réservoir d'eau et d'une douche amovible !
Cooper CrossUP par Castagna (de 2005 à 2010)
Version pick-up obtenue par l'allongement du porte-à-faux arrière comme les deux autres réalisations de Castagna avec une longueur de 4,42 mètres, traitée avec une présentation extérieure façon SUV (extensions d'ailes plus larges, pare-buffle) et un aménagement intérieur personnalisé à la demande d'une clientèle désireuse de posséder un objet unique
Cooper S Limousine 6 roues (2005 à 2006)
Quelques Mini dites XXL ont ainsi été transformées avec plus ou moins de bonheur en stretch limo par des carrossiers américains. Deux d'entre elles sont notamment équipées d'un jacuzzi avec l'arrière du toit amovible à la façon d'un hardtop. Le troisième axe de roues est rendu nécessaire pour supporter le poids de l'ensemble qui mesure 6 mètres de long. Elles sont généralement la propriété de sociétés de location de véhicules
Cooper S JCW GP (2006, 2 000 exemplaires)

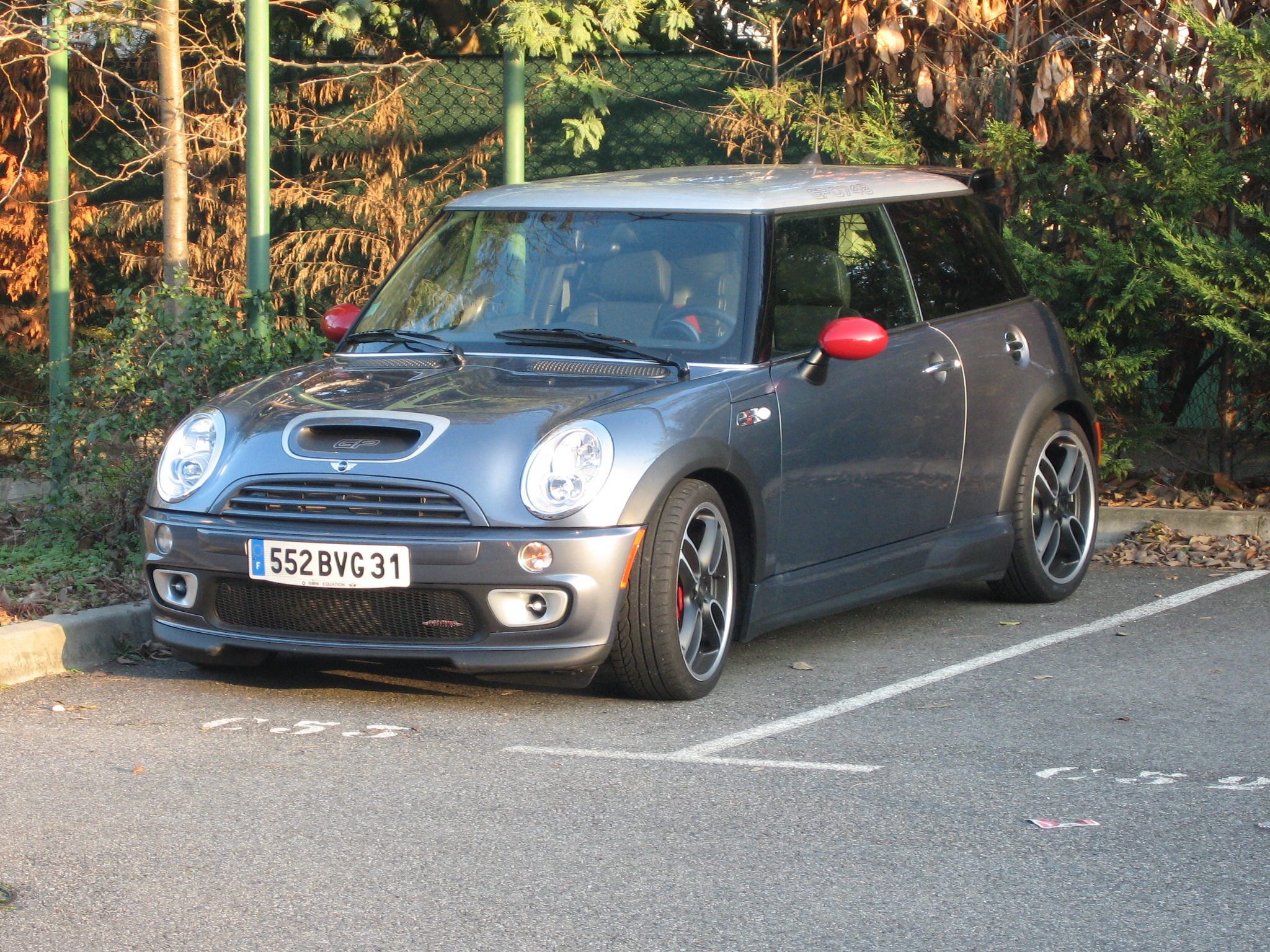
Mini John Cooper Works GP (France)

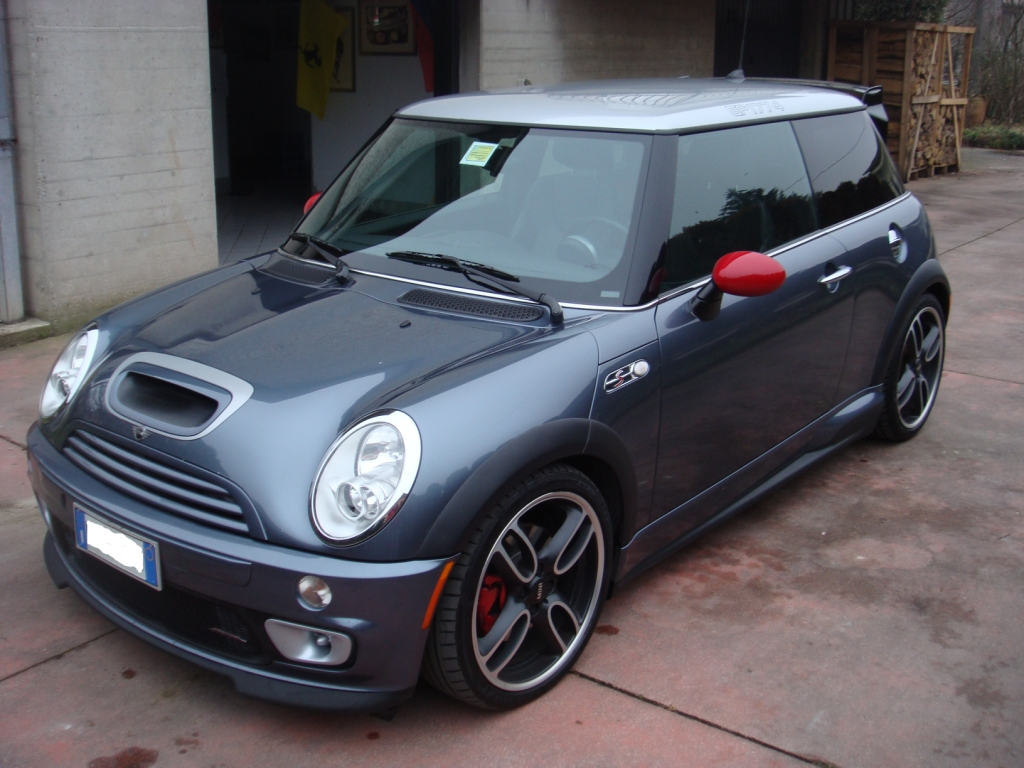
Mini Cooper S John Cooper Works GP (Italie)

- tout au sommet de la gamme, la Mini Cooper dispose d’une déclinaison très sportive vendue sous la forme d'une série limitée à 2 000 exemplaires (dont 456 pour la Grande-Bretagne): la John Cooper Works GP (John Cooper Works GP Kit).

Préparée par John Cooper Works dont les modifications sont homologuées par BMW et donc garanties dans le réseau Mini, elle repose sur le bloc moteur 1,6 L à compresseur poussé à 218 ch grâce à des modifications apportées à l'échangeur de l'air de suralimentation du compresseur et à la gestion moteur électronique. L'auto est ainsi beaucoup plus pointue qu'une Cooper S de série: sa puissance maximum est notamment atteinte 950 tr/min plus haut ( à près de 7 000 tr/min) alors que le couple présente un gain de 40 N m obtenus eux aussi plus hauts de 500 tr/min.
Construite à 2000 exemplaires dans l'année 2006, sans option possible, elle dispose seulement de deux places, la banquette arrière ayant été supprimée et remplacée par une grosse barre anti-rapprochement. Les sièges Recaro en cuir Panther Black avec surpiqûres rouges, le kit carrosserie issu des Mini Challenge avec notamment un très voyant becquet de toit, ainsi que sa couleur unique Thunder Blue avec toit Pure Silver et coques de rétrovieurs Red Chili sont spécifiques. Concernant l'instrumentation, les cadrans sont anthracite avec les aiguilles rouges. Elle dispose en série d'un différentiel à glissement limité qui est une option gratuite systématiquement proposée par les concessionnaires, comme la climatisation qui n'est pas proposée dans la communication officielle pour justifier l'allègement de poids de 50 kg. Ses suspensions issues du catalogue d'accessoires sont plus calibrées pour la piste que la route. Elle dispose également d'un système de freinage majoré issu , lui aussi du catalogue d’accessoires, avec des disques avant de 294 × 22 mm.
Cooper Bollinger Special Cuvée par UKGarage (2006, 12 exemplaires pour l'Italie)
Deuxième proposition de UKGarage, cette Mini Cooper est proposée au prix de 29 800 €. Ces douze exemplaires sont de couleur crème avec le toit, les coques de rétroviseurs, et une bande de capot en diagonale rouges à filets or. Le toit et les ailes avant présentant le logo de la marque, bas de caisse et passages de roues avec un filet dor, inscription Grande Année au bas des ailes arrière.
Mariant anthracite, crème et bordeaux (pour la sellerie avec liserés crème avec le logo doré de la marque de champagne, la jante du volant, le soufflet de levier de vitesse, l'intérieur des panneaux de portes), l'aménagement intérieur est somptueux mais pas excessivement discret. Jantes en 17 pouces spécifiques montées en série.
Cooper S Bollinger La Grande Année par UKGarage (2006, 3 exemplaires pour l'Italie).
Cette troisième création de UKGarage est une Mini Cooper S totalement déchromée de couleur Or avec un toit et des bandes de capot (sur le côté gauche) noires mates. Elle dispose également d'un fin filet décoratif noir au niveau des bas de caisse avec l'inscription La Grande Année sur les ailes arrière.
La sellerie noire siglée du nom du viticulteur est en cuir avec l'intérieur à damiers, avec les applications décoratives couleur de la carrosserie. Jantes en 18 pouces de série, cette version est vendue pour près de 45 000 €.
Cooper Minimini par Castagna(nombre d'exemplaires inconnu).
Version raccourcie par le carrossier italien qui supprime la banquette arrière et transforme ainsi la Mini en stricte deux places. Une Rocketman avant l'heure.
One, Cooper & Cooper S cabriolet Sidewalk (2007, Europe)

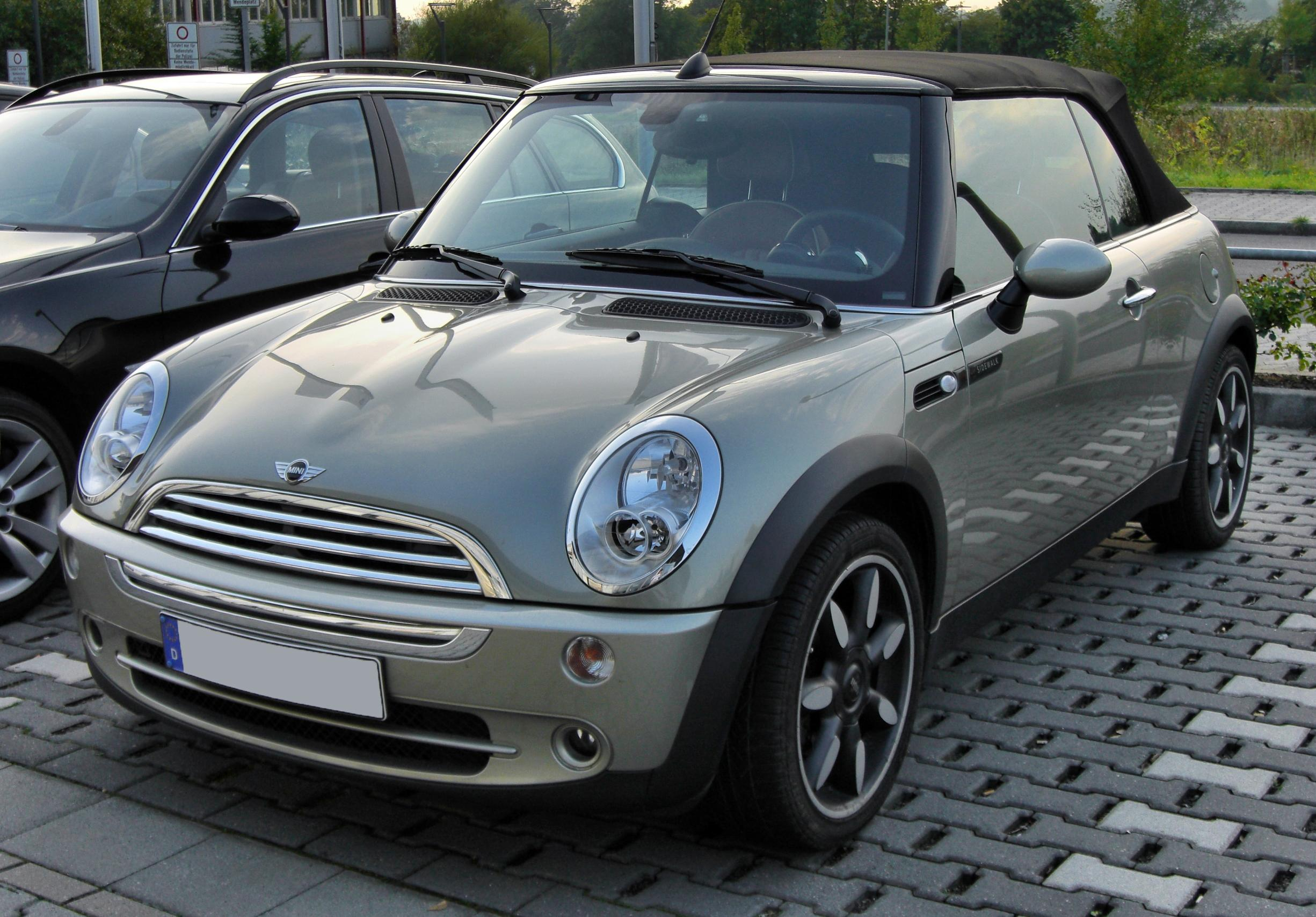
Mini Cooper Cabriolet R52 Sidewalk Sparkling Silver (Allemagne)

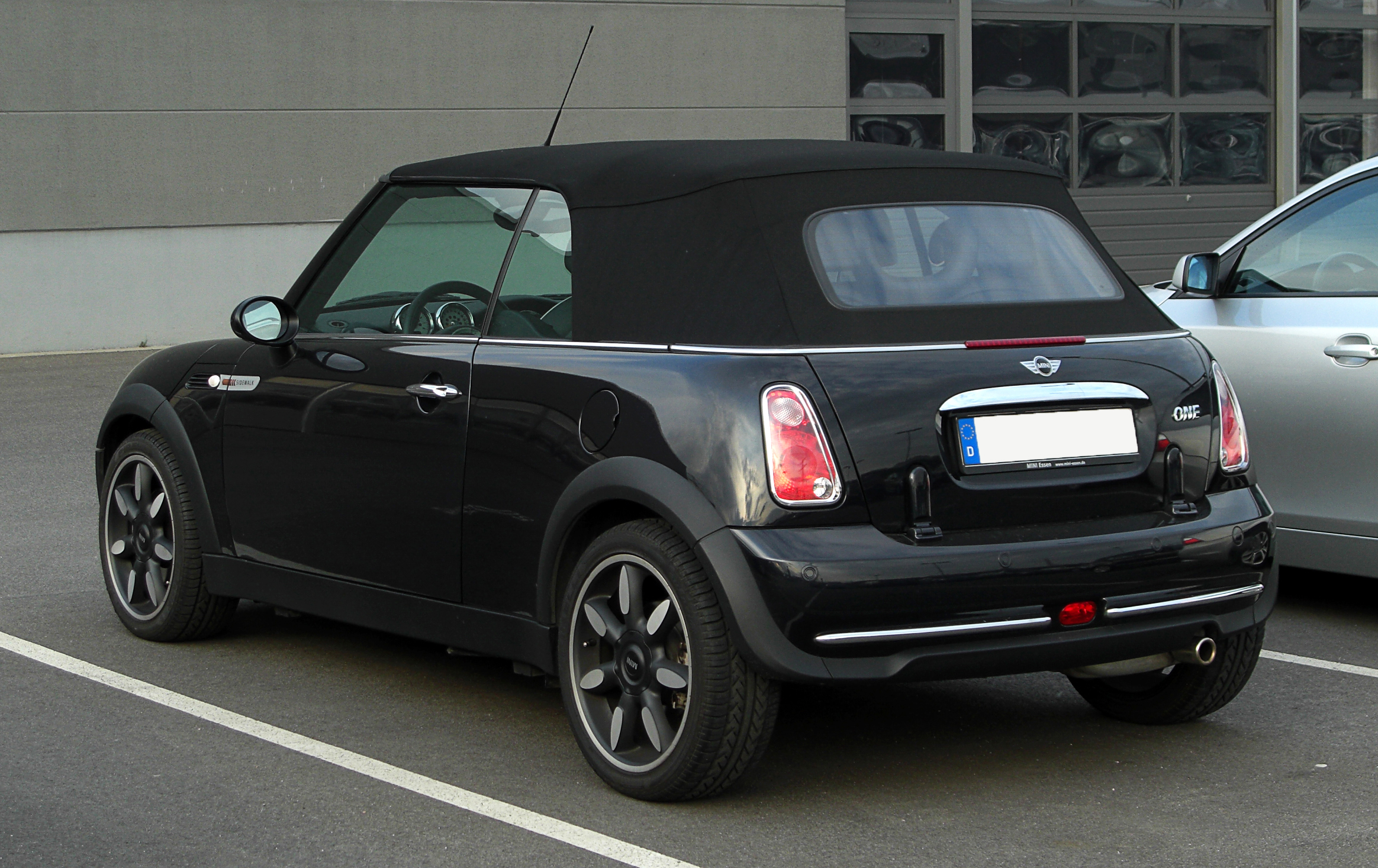
Mini One Cabriolet R52 Sidewalk Astro Black (Allemagne)

Cette série spéciale de la Mini Cabriolet et lancée en 2007 afin de faire patienter les clients impatients de découvrir la Mini III Cabriolet, alors que la version fermée est déjà commercialisée mais que la version découvrable n'arrivera qu'en 2009. Pour y arriver, le constructeur propose une série très bien équipée disponible en cinq couleurs : Astro Black, British Racing Green, Pepper White, Sparkling Silver et White Silver.
Extérieurement, elle est reconnaissable à ses jantes bicolores 17 pouces Night Spoke noires et alu mais d'autres jantes sont également disponibles au choix du client, et à son petit logo Sidewalk qui part sur les portes à partir des clignotants d'aile avant.
Intérieurement, elle bénéficie d'une sellerie cuir marron English Malt Brown avec liserés beiges et d'un volant cuir bicolore noir et marron. La Sidewalk est dotée de nombreux équipements normalement optionnels, pour un prix de vente compris selon les différentes versions entre 23 900 et 28 700 € (prix pour le marché français)
Cooper pick-up Pioneer par Parotech (2008, exemplaire unique)
Présentée au printemps 2008 au Paris Tuning Show, mais sur la base d'une Mini II cabriolet, cette transformation unique en pick-up au goût très particulier met en avant le savoir-faire du préparateur français, qui s'associe pour la deuxième année consécutive avec le fabricant électronique japonais Pioneer, ce dernier installant sa sono dans la benne arrière. L'engin est peint dans un mélange chocolat mat et blanc mat, l'intérieur étant traité en blanc.

## Au cinéma
- Braquage à l'italienne (The Italian Job), un film américain de F. Gary Gray sorti fin mai 2003 dans lequel on voit Stella Bridger (Charlize Theron) piloter une des dernières Mini Cooper rouge de la 1re génération (au vu du logo sur les ailes arrière, sans doute une Cooper Sport de 2000 importée aux États-Unis à titre individuel non conforme à ses feux de position resserrés au centre sous le pare-chocs avant, ses rétroviseurs noirs au lieu de blancs, et surtout l'absence de grosses extensions d'ailes), puis une belle brochette de trois Mini Cooper bleu, blanc, rouge (le drapeau… américain !) qui vont opérer un casse dans des conditions acrobatiques. Ces Mini Cooper américaines sont équipées du kit carrosserie JCW, du toit ouvrant panoramique et des phares au xénon. Suspensions et moteurs censés être modifiés par un comparse surnommé Tournevis, banquette arrière supprimée afin de pouvoir charger l'or. La rouge est une S. Il s'agit à ce jour de l'unique film dans lequel la Mini II joue le rôle principal.

Selon IMDb, ces trois Mini Cooper sont des versions électriques spécialement construites pour les besoins du film (fin 2002) pour circuler dans les tunnels du métro de Los Angeles qui en interdit l'accès aux véhicules thermiques.
- Austin Powers dans Goldmember, film Américain de Jay Roach sorti en 2002 dans lequel le père d'Austin Powers, Michael Caine conduit une Mini Cooper Union Jack.
- The Holiday, film américain de Nancy Meyers sorti en 2006 dans lequel la californienne Amanda Woods (Cameron Diaz) se familiarise en plein hiver et tant bien que mal avec la conduite à droite de la Mini Cooper S Red Chili que lui a laissée Iris Simpkins (Kate Winslet) dans le cadre d'un échange de maisons lors de leurs vacances respectives.
- Dans La maison du bonheur, comédie française de Dany Boon, Anne Boulin (Michèle Laroque) va chez BMW et achète une nouvelle voiture (une Mini). Elle repart au volant d'une Mini Cooper bleu nuit.